# 呂不韋
呂 不韋（りょ ふい、拼音: Lǚ Bùwéi、? - 紀元前235年）は、中国戦国時代の秦の政治家。荘襄王を王位につけることに尽力し、秦で王に次ぐ権力を持つ相国として権勢を振るった。荘襄王により、文信侯（ぶんしんこう）に封じられた。始皇帝の実父とする説もある。

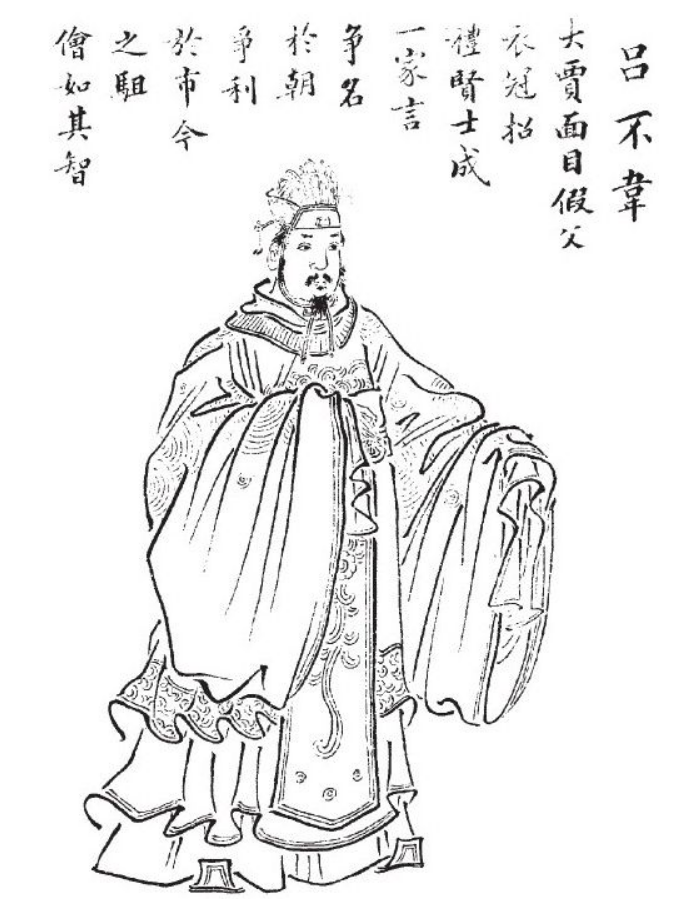
呂不韋

## 生涯

### 奇貨居くべし
呂不韋の出身地は二説あり、韓の陽翟（『史記』呂不韋列伝）と衛の濮陽（『戦国策』）とである。商人の子として生まれ、若い頃より各国を渡り歩き、商売で富を築いた。
趙の人質となっていて、みすぼらしい身なりをした秦の公子の異人（後に子楚と改称する。秦の荘襄王のこと）をたまたま目にして、「これ奇貨なり。居くべし （これは、思いがけない品だ。仕入れておくべきだ）」と言った。陽翟に帰った呂不韋は父と相談し、話し合いの結果、将来のために異人に投資することで結論がまとまったという。やがて呂不韋は再び趙に赴き、公子の異人と初めて会見した。
当の異人は、当時の秦王であった昭襄王の太子の安国君（後の孝文王）の子とはいえ、20人以上の兄弟が居ただけでなく、生母の夏氏が既に父からの寵愛を失っていたため王位を継げる可能性は極めて低く、母国にとっては死んでも惜しくない人質であった。しかも趙との関係を日増しに悪化させていた秦の仕打ちによって、趙での異人は監視され、その待遇は悪く、日々の生活費にも事欠くほどであった。だが呂不韋はこの異人を秦王にし、その功績を以て権力を握り、巨利を得る事を狙ったのである。

### 世子を擁立
呂不韋は異人に金を渡して趙の社交界で名を売る事を指導し、自身は秦に入って安国君の寵姫の華陽夫人の元へ行った。呂不韋は華陽夫人に異人は賢明であり、華陽夫人のことを実の母親のように慕って日々を送っていると吹き込んだ。さらに華陽夫人の姉にも会って、自身の財宝の一部を贈って彼女を動かし、この姉を通じて異人を華陽夫人の養子とさせ、安国君の世子とするよう説いた。華陽夫人は安国君に寵愛されていたが未だ子がなく、このまま年を取ってしまえば自らの地位が危うくなる事を恐れて、この話に乗った。安国君もこの話を承諾して、異人を自分の世子に立てる事に決めた。
趙に帰った呂不韋が異人にこの吉報をもたらすと、異人は呂不韋を後見とした。また異人はこのとき、養母となった華陽夫人が楚の公女だったのでこれに因んで名を子楚と改めている。
呂不韋は趙の豪族の娘（趙姫）を寵愛していたが、子楚は彼女を気に入り譲って欲しいと言った。呂不韋は乗り気ではなかったが、断って子楚の不興を買ってはこれまでの投資が水泡に帰すと思い、彼女を子楚に譲った。このとき、彼女は既に呂不韋の子を身籠っていたが、このことを子楚に隠して政（後の始皇帝）を生んだという話がある。『史記』は呂不韋列伝ではこのことを記すが、秦始皇本紀では触れていない。

### 秦の宰相
昭襄王56年（紀元前251年）、秦の昭襄王が死に次男の孝文王が立つと子楚は秦に返されて太子となったが、間もなく孝文王が死んだため即位した（荘襄王）。呂不韋は相邦となり、洛邑に文信侯として封じられた。
荘襄王3年（紀元前247年）、荘襄王が死に太子政が王となった。呂不韋は仲父（ちゅうほ、父に次ぐ尊称あるいは「おじ」という意味）と言う称号を授けられた。
秦王政6年（紀元前241年）、楚・趙・魏・韓・燕の五国合従軍が秦に攻め入ったが、秦軍は函谷関で迎え撃ち、これを撃退した（函谷関の戦い）。このとき、全軍の総指揮を執ったのは、この時点で権力を握っていた呂不韋と考えられている。

### 一字千金
この時期には孟嘗君や信陵君などが食客を集めて天下の名声を得ていたが、呂不韋はこれに対抗して3,000人の食客を集め、呂不韋家の召使は1万を超えたと言う。この客の中に李斯がおり、その才能を見込んで王に推挙した。ほかにも呂不韋が失脚したのちに趙で仮の宰相となった司空馬がいる。
更に客の知識を集めて、秦王政8年（紀元前239年）には『呂氏春秋』と言う書物を完成させた。これは当時の諸子百家の書物とは違って、思想的には中立で百科事典のような書物である。呂不韋はこの書物の出来栄えを自慢して、市の真ん中にこれを置いて「一字でも減らすか増やすか出来る者には千金を与える」と触れ回ったという（一字千金の由来）。

### 斜陽
権勢並ぶものがない呂不韋は、政の生母である太后（趙姫）と密通していた。
これは元々好色で、荘襄王の死後に男なしでは居られなくなった太后からの誘いであった。呂不韋としても、元愛人であった太后への未練を断ち切れず、関係を戻したのである。しかし、政が成長するにつれて、今や国母となった太后との不義密通を続けるのはいくらなんでも危ないと感じた呂不韋は、嫪毐（ろうあい）という巨根の男を太后に紹介しただけでなく、男性の入れぬ後宮へ、宦官に偽装して送り込んだ。太后は嫪毐の巨根に夢中になり、息子を2人生んだ。
その後の嫪毐は、太后の寵愛を背景に長信侯に封じられて権勢を得たものの、所詮巨根だけで成り上がった男でしかなかった。やがて太后との密通が発覚すると嫪毐は政に対し謀反を起こし、窮地を乗り切ろうとする。
だが、嫪毐の反乱はすぐに鎮圧され、嫪毐は車裂きの刑で誅殺された。また、嫪毐の2人の息子も処刑され、太后は幽閉された。この一件は呂不韋へも波及。連座制に則り、処刑されるところだったが、今までの功績を重んじた政によって、相国の罷免と蟄居に減刑された。

### 最期
しかし、呂不韋は蟄居後であっても客との交流を止めず、諸国での名声も高かった。そのため、政は呂不韋が客や諸国と謀って反乱を起こすのではないかと危惧し、秦王政12年（紀元前235年）に呂不韋に詰問状を送った。
そして、呂不韋は蜀地域への流刑を追加されたことで、自らの末路に絶望し、鴆酒を仰いで自殺した。

## 始皇帝との血縁について
呂不韋が始皇帝の実父であるという話がある。このことは『史記』「呂不韋列伝」に記されているが、同「秦始皇本紀」には記載がなく、後世の始皇帝への中傷ともされる。なお、王を欺いて自分の子を王位に就けた話は楚の春申君にもある。

## 末裔
劉邦の妻の呂雉（呂后）は呂不韋の一族だったと中国史研究者の郭沫若・佐竹靖彦・楠山修作らは可能性を示唆している。また、三国時代に呂不韋の名に因んだ永昌郡不韋県の人で蜀漢に仕えた豪族の呂凱は、呂不韋の末裔とされている（『三国志』蜀志呂凱伝）。

## 参考資料

### 史料
- 司馬遷『史記』
- 劉向『戦国策』
- 陳寿『三国志』

### 小説
- 宮城谷昌光「奇貨居くべし」 中公文庫 2020年
- 塚本靑史「バシレウス」日本放送出版協会 2019年 (ISBN 978-4140057032)